# 窄竹叶柴胡
窄竹叶柴胡（学名：Bupleurum marginatum var. stenophyllum）是伞形科柴胡属的变种。分布在中国大陆的西部、西南等地，生长于海拔2,700米至4,000米的地区，多生长在高山地区林下、山坡、溪边和路旁，目前尚未由人工引种栽培。